# الريشية
الريشيه قريه تقع شرق عفيف وتتبع محافظة البجاديه يحدها من الشمال القاعيه وبديده ومن الغرب المصلوم ومن الشرق عفيف ومن الجنوب جبال النير والحفنه 
.

## الموقع
تقع بين محافظة الدوادمي ومحافظة عفيف وتبعد عن الدوادمي (200) كم وعن عفيف (50)كم وتتبع للبجاديه.

## المناخ
في الصيف حار وفي الشتاء ممطر بارد